# Contra la práctica del ciudadano como botín policiaco
Contra la práctica del ciudadano como botín policiaco es el nombre de un manifiesto publicado en México en 1975 en defensa de la comunidad homosexual. Dicho escrito, fue la primera muestra abierta de apoyo en la historia de México de la comunidad intelectual y universitaria hacia la minoría de preferencia homosexual. El texto fue publicado únicamente en el suplemento La cultura en México de la revista Siempreǃ, siendo dirigida en ese entonces por Carlos Monsiváis, ya que fue rechazada su publicación en otros medios de comunicación.